# Rosenrot (песня)
«Rosenrot» (с нем. — «Розочка») — девятнадцатый сингл группы Rammstein.

## Видеоклип
В видеоклипе члены группы показаны как странствующие монахи, представляющие разные конфессии. Они заходят в горную румынскую деревушку, где их радушно встречают и приглашают к столу. Затем следует сцена с самобичеванием участников группы, что, показывает аскетизм монахов и их принадлежность к «движению бичующихся». На следующий день один из монахов (Тилль Линдеманн) причащает молодую девушку (роль исполнила 14-летняя Каталина Лавринц), в которую после влюбляется. Они гуляют у леса и оживлённо беседуют. Братья монаха не одобряют этого, но лишь продолжают молиться. Девушка просит своего нового спутника убить её родителей. Очарованный, монах заходит в дом и расправляется с роднёй девушки. Но при выходе из дома окровавленный монах видит, как его «возлюбленная» начинает вопить и призывает жителей некогда радушной деревни. Те набрасываются на несчастного, связывают и ведут на костёр. С мешком на голове, привязанный к столбу, монах видит, как его возлюбленная кидает пылающий факел к его ногам и бросается в объятья одного из его товарищей (Флаке). После жестокой казни монахи покидают деревню, продолжая свой путь

## Текст песни
Сюжет песни имеет косвенное отношение к сюжету клипа и основан на стихотворении Гёте «Дикая роза» и сказке братьев Гримм № 161 Беляночка и Розочка. В песне рассказывается о девушке, увидевшей прекрасную розу в горах, и о юноше, влюблённом в девушку, который, желая угодить девушке, идёт в горы за чудесным цветком. Но взбираясь по склону горы, молодой человек ничего не видит вокруг, думая лишь о розе, которую он сможет подарить возлюбленной. Один из камней под его ногой срывается в пропасть, и парень падает с обрыва вслед за ним.

## Живое исполнение
Песня исполнялась вживую на закрытых концертах BlackBox Music Hall в Берлине 27, 29 и 31 октября 2009 года, а также 18 мая 2016 года. Аудио и видеозаписей в живом исполнении нет.

## Список композиций
| №  | Название                                          | Длительность |
| -- | ------------------------------------------------- | ------------ |
| 1. | «Rosenrot» (Single Version)                       | 3:54         |
| 2. | «Rosenrot» (The Tweaker Remix by Chris Vrenna)    | 4:35         |
| 3. | «Rosenrot» (Northern Lite Remix by Northern Lite) | 4:46         |
| 4. | «Rosenrot» (3AM at Cosy Remix by Jagz Kooner)     | 4:49         |

## Над синглом работали
- Тилль Линдеманн — вокал
- Рихард Круспе — соло-гитара, бэк-вокал
- Пауль Ландерс — ритм-гитара, бэк-вокал
- Оливер Ридель — бас-гитара
- Кристоф Шнайдер — ударные
- Кристиан Лоренц — клавишные